# Ritmicó
El ritmicó era una caixa de ritmes fotoelèctrica inventada pel soviètic Léon Theremin en 1930. El va crear per respondre a la petició del compositor Henry Cowell, que volia tocar molts ritmes simultàniament, quelcom impossible per a una sola persona. El ritmicó responia a aquesta demanda perquè accionant-lo es podien emetre fins a setze ritmes alhora.
| Exemple de música de ritmicó |
|                              |
|                              |
|                              |

El funcionament es recolza sobre els harmònics d'un so. El músic pitja una tecla, similar a la del piano, que donarà l'altura bàsica del ritme o melodia i al mateix temps s'activen els quinze harmònics que li corresponen de manera automàtica, sonant de manera progressiva. La tecla s'associa a una llum que gira en un disc gràcies a un motor elèctric i envia el so resultant a un tub que després passa a l'altaveu de l'instrument. El primer harmònic sona dues vegades, el segon tres i així successivament per donar la sensació de simultaneïtat però que es puguin percebre de forma individual per part de l'espectador.
Diversos compositors d'avantguarda es van interessar pel nou instrument i van compondre peces on apareixia. A part de Cowell, cal destacar les figures de Charles Ives, Nicolas Slonimsky i Joseph Schillinger. La seva popularitat, tanmateix, va decaure en menys d'una dècada per diversos motius. En primer lloc, patia de nombroses limitacions tècniques (notes bàsiques limitades i la necessitat d'un tractament delicat de l'instrument, per exemple). Els sons emesos no resultaven agradables al públic, que els titllaven de soroll i, per tant, no van poder integrar-se en orquestres convencionals. Per acabar, només s'havien fabricat tres ritmicons, per la qual cosa l'accés dels compositors era complex i no tothom posseïa els coneixements com construir-se un ritmicó particular. Va constituir, però, la base de futurs instruments electrònics. En dècades posteriors es van construir ritmicons i versions de l'instrument amb usos lligats a la recerca i l'addició d'efectes especials de so al cinema.
L'instrument té un paper important en la història de la música perquè obria la porta a la interactivitat. Ja no es necessitava un lligam exacte entre nombre de músics i quantitat o qualitat de sons emesos, perquè amb les màquines es podien multiplicar les possibilitats sonores d'acompanyament de sons. Els moderns sintetitzadors es basen en aquest principi. També fou un instrument revolucionari per l'ús de la tecnologia fotoelèctrica, fins llavors no aplicada a la música.